# مبروك (اسم)
مبروك هو اسم علم مذكر من أصل عربي، ومعناه هو يكثر في الخليج العربي وهو اسم مفعول من البركة المحظوظ الذي يواكبه الخيرالمسعودالمرضي عنه والصواب على معنى البركة أن يقال مبارك، لأن مبروك من البروك.

## شخصيات تحمل الاسم
- مبروك البحري (مهندس تونسي، القرن 20 – )
- مبروك التركي (لاعب كرة قدم سعودي، 1946 – 1984)
- مبروك المشري (18 سبتمبر 1976 – )
- مبروك زايد (لاعب كرة قدم سعودي، 11 فبراير 1979 – )
- مبروك عطية (مقدم تلفزيوني مصري، 1958 – )
- مبروك كرشيد (8 سبتمبر 1967 – )

## وصلات خارجية
- موسوعة السلطان قابوس لأسماء العرب